# Obična vučja noga
Obična vučja noga (obični vukonog, češljasta vučjasapka, lat. Lycopus europaeus), biljka je iz roda Lycopus, porodice Lamiaceae, udomaćena u Europi i Aziji, te naturalizirana u Sjevernoj Americi. Raste u blizini vode ili na vlažnom tlu. Kod nas je česta u bjelogoričnim šumama. Cvate od lipnja do kolovoza, sitnim bijelim cvjetovima. Biljka se smatra ljekovitom. Jestiv je korijen, a cijela biljka se koristi u medicini.
Sok biljke koristio se za dobivanje crne boje.

## Vanjske poveznice
- PFAF database Lycopus europaeus  Arhivirana inačica izvorne stranice od 4. ožujka 2016. (Wayback Machine)